# 桕子林
桕子林，是台灣新北市新莊區的一個地名，位於該區西部偏中，範圍大致包括龍安里及萬安里的塔寮坑溪以南部分、南港里、四維里、成德里、八德里、後德里、建福里、後港里、建安里、瓊林里西北端。

## 歷史
台灣清治末期至日治前期，桕子林地區為一街庄，稱為「桕仔林庄」，隸屬於興直堡。該庄西北及北隔塔寮坑溪與埤角庄、營盤庄、海山頭庄為鄰，東邊及南邊為西盛庄，西南邊為圳岸腳庄。
1920年（日治大正九年），該庄改制並雅化為「桕子林」大字，隸屬於臺北州新莊郡新莊街。戰後新莊街改制為新莊鎮，隸屬於臺北縣，大字亦改制為里。其後新莊鎮先後改制為新莊市、新莊區。由於人口增加，如今桕子林地區已細分為多個里，是下新莊地區的商業中心，也是人口最密集和最發達的區域，鴻金寶商圈就在此範圍內。

## 交通
縣道107號經過本地區東部，往南可前往樹林，往北轉西再轉北可前往泰山、五股等地。

## 學校
- 福營國中